# Віртуальні переміщення
Віртуа́льні перемі́щення — переміщення матеріальних точок у механічній системі із накладеними зв'язками, які задовольняють рівнянням зв'язків.
Для стаціонарного голономного зв'язку, який задається рівнянням
{\displaystyle f(\mathbf {r} _{1},\ldots ,\mathbf {r} _{N})=0},
віртуальні переміщення {\displaystyle \delta \mathbf {r} _{i}} задовільняють рівнянню
{\displaystyle \sum _{i=1}^{N}\nabla _{i}f\cdot \delta \mathbf {r} _{i}=0}.
Якщо таких зв'язків накладено s, то існує {\displaystyle 3N-s\,} незалежних віртуальних переміщень.
Число {\displaystyle 3N-s\,} називається числом ступенів вільності.

## Приклад
Якщо м'яч котиться футбольним полем, то його рух обмежений площиною. Віртуальними переміщеннями для нього є переміщення в площині поля, рухи вгору та вниз виключені, а кількість ступенів вільності зменшується до двох.